# Elezione del Presidente del Senato del 1952
L'elezione del presidente del Senato del 1952 per la I legislatura della Repubblica Italiana si è svolta il 26 giugno 1952.
Il presidente del Senato uscente, in quanto dimissionario in occasione delle votazioni per la legge elettorale sul cosiddetto "premio di maggioranza" (altrimenti detta "legge-truffa"), è Enrico De Nicola. Presidente provvisorio è Raffaele Caporali.
Presidente del Senato della Repubblica, eletto al I scrutinio, è Giuseppe Paratore.

## L'elezione

### Preferenze per Giuseppe Paratore
| Scrutinio | Voti | Percentuale |
| --------- | ---- | ----------- |
| I         | 194  | 68%         |

## 26 giugno 1952

### I scrutinio
Per la nomina è richiesta la maggioranza assoluta dei votanti.
| Dati votazione | Dati votazione  |    | Nome                      | Nome | Voti |
| -------------- | --------------- | -- | ------------------------- | ---- | ---- |
| Presenti       | 285             |    | Giuseppe Paratore         | 194  |      |
| Votanti        | 285             |    | Enrico De Nicola          | 6    |      |
| Astenuti       | 0               |    | Giovanni Battista Bertone | 5    |      |
| Maggioranza    | 143             |    | Alessandro Casati         | 3    |      |
|                |                 |    | Luigi Gasparotto          | 1    |      |
|                | Ferruccio Parri | 1  |                           |      |      |
|                | Federico Ricci  | 1  |                           |      |      |
|                | Tommaso Tonello | 1  |                           |      |      |
|                | Schede bianche  | 73 |                           |      |      |
|                | Schede nulle    | 0  |                           |      |      |

Risulta eletto: Giuseppe Paratore